# Efe Sodje
Efe Sodje (Greenwich, 5 ottobre 1972) è un allenatore di calcio ed ex calciatore inglese naturalizzato nigeriano, di ruolo difensore.

## Biografia
Suo fratello minore Sam è stato a sua volta un calciatore professionista.

## Palmarès

### Club

#### Competizioni nazionali
- Conference League: 1

Stevenage Borough: 1995-1996
- Football League One: 1

Southend United: 2005-2006